# Chersonesometrus pelekomanus
Espèce
Synonymes
- Heterometrus pelekomanus Couzijn, 1981

Chersonesometrus pelekomanus est une espèce de scorpions de la famille des Scorpionidae.

## Distribution
Cette espèce est endémique du Karnataka en Inde. Elle se rencontre dans les districts de Bellary et de Chitradurga.

## Description
Le mâle holotype mesure 129 mm et la femelle paratype 111 mm.

## Systématique et taxinomie
Cette espèce a été décrite par Couzijn en 1981. Elle est placée en synonymie avec Heterometrus wroughtoni par Kovařík en 2004. Elle est relevée de synonymie par Prendini et Loria en 2020.

## Publication originale
- Couzijn, 1981 : « Revision of the genus Heterometrus Hemprich & Ehrenberg (Scorpionidae, Arachnidea). » Zoologische Verhandelingen (Leiden), vol. 184, p. 1-196 (texte intégral).